# Паличка Гансена
Mycobacterium leprae, паличка Гансена — грам-позитивна бактерія, що є збудником лепри (прокази). 

## Морфологія
М. leprae — нерухома пряма або вигнута бактерія із загостреними або потовщеними кінцями, нерухомі, спор і капсул не утворюють, спирто-, кислотостійкі, грам-позитивна, розміром 1-8x0,2-0,5 мкм. Добре фарбуються за Цілем-Нільсеном. У мазках з вогнищ уражень бактерії розташовуються паралельними групами або кулястими скупченнями до 200 мкм в діаметрі, оточеними напівпрозорою масою. M. leprae вкрай важко вирощувати на поживних середовищах. Культури розвиваються дуже повільно (6-8 тижнів), утворюють колонії у вигляді сухого зморшкуватого нальоту. На сьогодні культивування цієї бактерії проводять шляхом зараження американських броненосців, яким впорскують інфікований матеріал від людини у подушечки пальців. 

## Епідемологія
Детальніші відомості з цієї теми ви можете знайти в статті Проказа.
Проказа (лепра) розвивається в результаті ураження організму людини цією бактерією, яка є повним клітинним паразитом (тобто вона не може виживати поза клітиною). Mycobacterium leprae передається від хворої людини до здорової найчастіше з виділеннями з носа (при кашлі, чханні), а також контактним способом. Зараження проказою найбільш ймовірно при тривалому і досить тісному побутовому контакті.
Повністю механізми проникнення і розвитку цієї інфекції не вивчені. Так, встановлено, що у більшості заражених людей хвороба не розвивається. Здатність палички Гансена спричиняти хворобу залежить від багатьох факторів, в першу чергу — від ступеня токсичності продуктів життєдіяльності мікобактерії. Інкубаційний період лепри може становити від 2 до 20 років. Проказа (лепра) поширена в основному в тропіках і субтропіках.